# Vénosc
Vénosc era una comuna francesa situada en el departamento de Isère, de la región de Auvernia-Ródano-Alpes, que el 1 de enero de 2017 pasó a ser una comuna delegada de la comuna nueva de Les Deux-Alpes al fusionarse con la comuna de Mont-de-Lans.

## Demografía
| Gráfica de evolución demográfica de Vénosc entre 1800 y 2014 |
|                                                              |

Los datos demográficos contemplados en este gráfico de la comuna de Vénosc se han cogido de 1800 a 1999 de la página francesa EHESS/Cassini, y los demás datos de la página del INSEE.